# Hassall Grove, New South Wales
Hassall Grove este o suburbie în Sydney, Australia.